# Marisaurus
Genre
Espèce
Marisaurus (signifiant « lézard Mari », en référence à la tribu Mari du Pakistan) est un genre fossile de titanosaure du Crétacé supérieur retrouvé au Balouchistan. L'espèce-type est M. jeffi et a été décrite par M. Sadiq Malkani en 2006. Elle est basée sur un holotype constitué d'une vertèbre de queue retrouvée dans la strate Maastrichtienne de la formation géologique Pab. D'autres échantillons de crâne, de vertèbres ainsi que quelques os de membres postérieurs, lui ont été associés.
Bien que Marisaurus est retenu comme valide,, Wilson et al. (2011) considèrent qu'il n'existe actuellement que deux espèces valides sur le sous-continent indo-pakistanais, Jainosaurus septentrionalis, et Isisaurus colberti,.